# Hemerobius fatidicus
Hemerobius fatidicus is een insect uit de familie van de bruine gaasvliegen (Hemerobiidae).
De wetenschappelijke naam is gepubliceerd in 1758 door Linnaeus in de tiende editie van Systema naturae. .